# Thijs Waterink
Thijs Waterink (* 26. Dezember 1968) ist ein ehemaliger niederländischer Fußballspieler.

## Karriere
1998 wechselte er vom FC Den Bosch zum damaligen Zweitligisten FC Gütersloh. Dort absolvierte der Abwehrspieler 28 Spiele und erzielte drei Tore. Nach dem Abstieg wechselte er zum Bundesligisten Arminia Bielefeld, wo er 21 Mal zum Einsatz kam. Nach nur einem Jahr ging er in die Regionalliga zum KSC, mit dem er aufstieg. Für diesen Verein war er noch zwei Spielzeiten in der zweiten Liga aktiv und erzielte dabei in 57 Spielen ein Tor. 2003 wechselte er schließlich in die Regionalliga zum SC Paderborn.

## Verwicklung in den Wettskandal
Im April 2005 wird Waterink vom DFB bis zum Ende der Saison gesperrt. Er hatte im Zusammenhang mit dem Fußball-Wettskandal im Jahre 2005 eine Abmachung mit der Wettmafia, dass er im Falle eines Sieges im von Robert Hoyzer geleiteten Pokalspiel gegen den HSV kassieren würde. Danach spielte er noch drei Jahre in den Niederlanden bei VV De Bataven und beendete dann seine Karriere.